# Tubificoides inops
Tubificoides inops är en ringmaskart som beskrevs av Erséus 1989. Tubificoides inops ingår i släktet Tubificoides och familjen glattmaskar. Inga underarter finns listade i Catalogue of Life.